# Teuvo Tapio Ahti
Teuvo Tapio Ahti (1934 -) é um botânico finlandês.